# Radio Bela Crkva
Radio Bela Crkva je srbská lokální rozhlasová stanice vysílající v okolí města Bela Crkva. Rozhlasová stanice je provozována společností Javno Informativno Preduzece BC Info, jejímž vlastníkem je od 6. října 2015 Jovica Burkić. Stanice vedle hlavního programu vysílá také pořady pro českou, romskou, maďarskou a rumunskou menšinu. Od roku 2008 má stanice pouze 6 zaměstnanců.

## Historie
Stanice Radio Bela Crkva zahájila vysílání v roce 1996. V roce 2001 byla zastupitelstvem města Bela Crkva založena společnost Javno Informativno Preduzece BC Info, která se stala provozovatelem vysílání. Stanice dřív vysílala na frekvenci 102 MHz . Dne 4. září 2008 byla stanici přidělena nová VKV frekvence 92.4 MHz, na které vysílá dodnes. V roce 2015 byla společnost prodána podnikateli Jovica Burkić za cenu 19 000 eur.

## České vysílání
Vysílání pro českou menšinu v jižním Banátu bylo zahájeno již rok po spuštění stanice v roce 1997. Pořad v češtině je vysílán každé pondělí od 19:20 do 20:00 hodin středoevropského času. Vysílání má název Krajanka a připravuje ho vedoucí vysílání Ivana Hubertová. Program je tvořen aktuálním zpravodajstvím z České republiky, informacemi o krajanských akcích pořádaných Českou Besedou a Maticí českou v Srbsku, rubrikou o kulturním dění v Česku a relacemi dodávanými Českým rozhlasem – Radiem Praha. Spolupráce s Českým rozhlasem byla navázána v roce 2001.
Středeční české vysílání připravované předsedkyní krajanského spolku Češi Jižního Banátu Vlastenkou Krišan bylo po prodeji společnosti v roce 2015 ukončeno.

## Vysílací frekvence
Rádio Bela Crkva vysílá na velmi krátkých vlnách a prostřednictvím internetu. Dne 4. září 2008 byla rádiu přidělena frekvence 92,4 MHz.
| Frekvence | Vysílač    | Pokrytí                                  | Online poslech |
| --------- | ---------- | ---------------------------------------- | -------------- |
| 92.4 MHz  | Bela Crkva | Bela Crkva, Češko Selo a nejbližší okolí | online         |